# Sonate de Vinteuil
La sonate de Vinteuil est une œuvre musicale fictive pour piano et violon plusieurs fois évoquée tout au long de À la recherche du temps perdu de Marcel Proust. Elle représente, pour l'écrivain, un idéal esthétique qui active les forces de la mémoire et dispose ses auditeurs, par sa résonance profonde, à prendre mieux conscience d'eux-mêmes.

## La sonate dansUn amour de Swann
Cette sonate est principalement évoquée dans Un amour de Swann (deuxième partie de Du côté de chez Swann). Elle touche profondément Charles Swann et fait naître sa relation avec Odette de Crécy, son amour tumultueux.
Charles entendra plusieurs fois cette sonate au cours de cette partie. Chaque écoute non seulement fera évoluer sa relation intime avec la musique, mais accompagnera les changements successifs de son amour pour Odette. Ce qui fascine particulièrement Charles dans cette sonate, c'est la petite phrase musicale qui lui permet de porter cet amour pour Odette au-delà de la réalité et du temps.
Swann retrouve et ré-écoute la sonate de Vinteuil dans le salon des Verdurin (alors qu'il avait cherché en vain à connaître son nom et celui de son compositeur lorsqu'il l'avait entendue pour la première fois l'année précédente). Cette expérience est semblable à celle du narrateur lui-même retrouvant le goût perdu de la madeleine qui devient un lien direct avec le passé. Elle provoque alors en Swann une réaction de plaisir sensuel et émotionnel inattendu. Ce plaisir est dans un premier temps difficile à comprendre ou à identifier. Il se rend compte cependant que la phrase lui « a ouvert plus largement l'âme » et fait prendre conscience d'une réalité invisible qu'il avait oubliée.
Par la suite, cette phrase musicale, sera profondément associée à son amour pour Odette, car le salon Verdurin en fera « l'air national de [leur] amour ». La sonate révèle au lecteur la manière dont Swann aime Odette par sa manière d'écouter la musique. Swann explique que pour comprendre l'importance d'une note il faut avoir entendu les notes précédentes et se souvenir d'elles après qu'elles ont été jouées.
Lorsqu'il sera question de la jalousie, quand chez les Verdurin, Charles et Odette entendent la sonate en présence de Forcheville, Charles « ...en son cœur, s'adressa à [la sonate] comme à une confidente de son amour, comme à une amie d'Odette qui devrait bien lui dire de ne pas faire attention à ce Forcheville ».
À la fin du livre, Swann rencontre encore la sonate. Il est alors à une soirée chez Madame de Saint-Euverte. La description de la sonate est la plus significative du livre.
Quand la sonate commence, Swann n'est pas prêt; elle le surprend. Ce moment est celui où la sonate joue le rôle le plus important dans la vie de Swann ; tout se révèle à Swann pendant qu'il l'écoute. Swann ressent que Vinteuil a sans doute éprouvé une souffrance comparable à la sienne dans son souvenir des jours heureux avec Odette. Il revit ainsi son amour avec Odette, ses moments de bonheur mais aussi sa jalousie et son impuissance à atteindre réellement cette femme qui l'obsède.
Dans la musique existe cependant une continuité et une stabilité que Swann n'a jamais connues dans son amour pour Odette : même si la musique n'est pas jouée, elle existe toujours. Bien que la musique rappelle à Swann sa tristesse, elle lui offre aussi un asile, et l'occasion de revivre pleinement un passé. Swann peut dépendre de la musique car celle-ci ne le quittera pas abruptement. À travers cette musique, Swann peut revivre le temps perdu.
La sonate est évoquée dans "A l'ombre des jeunes filles en fleurs" lorsque le narrateur raconte les journées qu'il passait chez les Verdurin aux côtés de Gilberte. S'ensuit alors une réflexion sur le chef-d'œuvre en art.

## Proust et la musique
Le narrateur se met, à la fin de la dernière évocation de la sonate, plus en avant qu'ailleurs par l'utilisation de la première personne. Cela permet à Proust d'exposer sa vision personnelle de la musique. Pour lui, le thème musical est une véritable idée qu'exprime le compositeur et il permet l'accès à un univers éternel, inaccessible à l'intelligence mais bien réel : celui de l'art qui dure, contrairement à l'amour. Swann comprend alors enfin que son amour ne renaîtra jamais.
Cette idéalisation esthétique est très importante dans l'univers proustien et est à rapprocher de l'épisode de la madeleine même si ce dernier est beaucoup plus développé.

## Inspiration
Vinteuil est un personnage de fiction et n'a pas forcément été inspiré par un compositeur existant. La « petite phrase » est un composite comme l'explique Proust à son ami Antoine Bibesco : « une phrase de sonate piano et violon de Saint-Saëns [...] L'agitation des trémolos au-dessus d'elle dans ce prélude de Wagner, son début gémissant est de la sonate de Franck, ses mouvements espacés ballade de Fauré, etc., etc.. »
Dans une dédicace de Du côté de chez Swann à Jacques de Lacretelle en avril 1918, Proust dit qu'il avait en tête plusieurs modèles musicaux. On peut relever ainsi :
- la Sonate nº 1 pour violon et piano, op. 75 de Saint-Saëns (1885) que Proust trouvait cependant « médiocre » ;
- l'enchantement du Vendredi saint dans l'opéra Parsifal de Wagner (1882) ;
- la sonate pour piano et violon de César Franck (1886) ;
- un prélude de l'opéra Lohengrin de Wagner (1850) ;
- la Ballade op. 19 pour piano et orchestre de Fauré (1881) ;
- l'Arietta de Ludwig van Beethoven, Sonate nº 32 en do mineur, op. 111[2].

En 2002, Jean-David Jumeau-Lafond remarque cependant le caractère particulier de la sonate « pour piano et violon » alors que toutes les sonates de l'époque sont « pour violon et piano » à l'exception de celle de Guillaume Lekeu, suggérant une autre influence possible.
En 2003, Yann Rocher retrace dans un article la reconstitution de la sonate de Vinteuil par le cinéaste Raoul Ruiz et le compositeur Jorge Arriagada dans le film Le Temps retrouvé.
Dans son livre paru en 2015, André Vincens suggère qu’au cours d’une lune de miel qui durera quatre semaines entre Marcel Proust et le compositeur Reynaldo Hahn, celui-ci « joue pour son ami sa Sonate en ré mineur dont une phrase l'a frappé au point qu'elle deviendra, non seulement « l'air national de leur liaison », mais aussi la fameuse « petite phrase de Vinteuil » qui accompagne les amours de Swann et d’Odette dans La Recherche ».
En 2019, Jérôme Bastianelli a imaginé, à partir des rares éléments donnés par Proust, quelle aurait pu être la vie de Vinteuil, musicien inconnu et incompris.
Pour Gilles Deleuze, contrairement aux autres signes comme la madeleine dans la tasse de thé ou les clochers de Martinville qui sont des signes matériels renvoyant à un sens matériel (Combray ou dans le cas des clochers de Martinville, les trois jeunes filles de la légende abandonnée dans le jour qui tombe), même si la petite phrase s'échappe d'un piano et d'un violon, ses notes sont l'apparence sonore « d'une entité toute spirituelle. »

## Citations
« D'un rythme lent elle le dirigeait ici d'abord, puis là, puis ailleurs, vers un bonheur noble, intelligible et précis. Et tout d'un coup, au point où elle était arrivée et d'où il se préparait à la suivre, après une pause d'un instant, brusquement elle changeait de direction, et d'un mouvement nouveau, plus rapide, menu, mélancolique, incessant et doux, elle l'entraînait avec elle vers des perspectives inconnues. Puis elle disparut. Il souhaita passionnément la revoir une troisième fois »

— Marcel Proust, Un amour de Swann

« Cette soif d'un charme inconnu, la petite phrase l'éveillait en lui, mais ne lui apportait rien de précis pour l'assouvir. De sorte que ces parties de l'âme de Swann où la petite phrase avait effacé le souci des intérêts matériels, les considérations humaines et valables pour tous, elle les avait laissées vacantes et en blanc, et il était libre d'y inscrire le nom d'Odette. Puis à ce que l'affection d'Odette pouvait avoir d'un peu court et décevant, la petite phrase venait ajouter, amalgamer son essence mystérieuse »

— Marcel Proust, Un amour de Swann

« - Je vais jouer la phrase de la Sonate pour M. Swann ? » dit le pianiste. « - Ah ! bigre ! ce n’est pas au moins le « Serpent à Sonates » ? demanda M. de Forcheville pour faire de l’effet. Mais le docteur Cottard, qui n’avait jamais entendu ce calembour, ne le comprit pas et crut à une erreur de M. de Forcheville. Il s’approcha vivement pour la rectifier: « Mais non, ce n’est pas serpent à sonates qu’on dit, c’est serpent à sonnettes », dit-il d’un ton zélé, impatient et triomphal »

— Marcel Proust, Un amour de Swann

« Par là, la phrase de Vinteuil avait [...] épousé notre condition mortelle, pris quelque chose d’humain qui était assez touchant. Son sort était lié à l’avenir, à la réalité de notre âme dont elle était un des ornements les plus particuliers, les mieux différenciés. Peut-être est-ce le néant qui est le vrai et tout notre rêve est-il inexistant, mais alors nous sentons qu’il faudra que ces phrases musicales, ces notions qui existent par rapport à lui, ne soient rien non plus. Nous périrons mais nous avons pour otages ces captives divines qui suivront notre chance. Et la mort avec elles a quelque chose de moins amer, de moins inglorieux, peut-être de moins probable. »

— Marcel Proust, Un amour de Swann

« L'expérience d'entendre la sonate, est semblable à l'expérience de Marcel (le narrateur) lui-même lorsqu'il a goûté la madeleine. L'expérience de Marcel fait revenir le passé dans le présent. Il y a beaucoup de ressemblances entre la mémoire involontaire de Swann et celle de Marcel. Nous pouvons comprendre ce que la sonate a fait pour Swann en étudiant ce que la madeleine a fait pour Proust. L'épisode de la madeleine a lieu par hasard, et il évoque en Marcel une réaction de plaisir sensuel et émotionnel. La sonate a des effets semblables sur Swann. »

— Madeleine Hunter

## Musique
Le compositeur israélien d’origine russe, Boris Yoffe (né en 1968) a composé Six Projets pour la Sonate de Vinteuil, pour violon seul. 
Le compositeur Claude Pascal, Grand Prix de Rome, a écrit une sonate dite  "Sonate de Vinteuil"  lors de son séjour à la Villa Médicis. Cette oeuvre a été enregistrée au Grand Hôtel de Cabourg par Simon Zaoui et Yuri Kuroda en 2010 et est parue chez Polymnie ref POL 210 579

## Sources
- Marthe Bibesco, Au bal avec Marcel Proust, Gallimard, 1928.